# 宣城德公主
宣城公主（?—?），是中国南北朝宋武帝刘裕第四女。
嫁给了汝南郡安城人周峤。周峤的祖父是黄门侍郎周文，父亲侍中周淳，周峤弟弟周朗的女儿嫁给建平王刘宏、庐江王刘祎（二王是刘裕第四子宋文帝的儿子、宣城公主的侄子）。